# Adże Szaluga
Adże Szaluga – bóg dostatku, powodzenia, barw i kolorów w wierzeniach Jorubów z Nigerii i Beninu, bogactwa i powodzenia. Rodzicami Adże Szalugi byli Orungana i jego matka Jemandża.